# 小川正人 (1963年生の教育学者)
小川 正人（おがわ まさと、1963年 - ）は、日本の教育学者、環太平洋大学経済経営学部教授。
専攻は国際教育、経済教育、多文化教育、社会科教育。